# Andrzej Smirnow

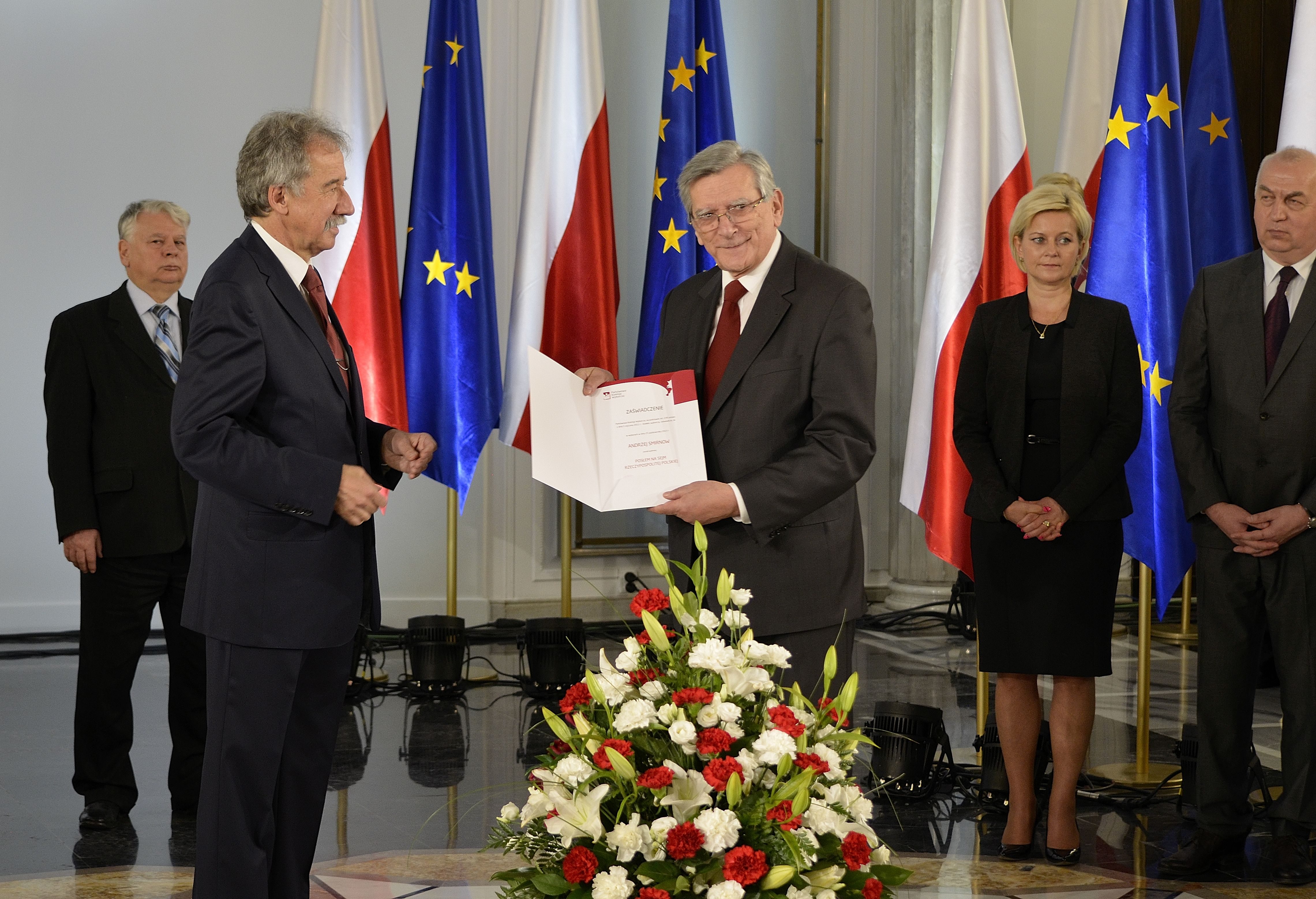
Andrzej Smirnow odbierający z rąk przewodniczącego Państwowej Komisji Wyborczej Wojciecha Hermelińskiego zaświadczenie o wyborze na posła VIII kadencji Sejmu (2015)

Andrzej Smirnow (ur. 9 września 1938 w Warszawie) – polski polityk, nauczyciel akademicki i działacz związkowy, w latach 1991–1993, 1997–2001, 2005–2011 i 2014–2019 poseł na Sejm I, III, V, VI, VII i VIII kadencji.

## Życiorys
Syn Jerzego i Haliny Smirnow. Absolwent XIV Liceum Ogólnokształcącego im. Klementa Gottwalda w Warszawie. W 1965 ukończył studia na Wydziale Elektrycznym Politechniki Warszawskiej, a w 1974 uzyskał na tej uczelni stopień doktora nauk technicznych. Pracował jako nauczyciel akademicki na kilku politechnikach.
W 1980 został członkiem do „Solidarności”, do 1991 przewodniczył komisji zakładowej związku na Politechnice Warszawskiej, w kilku kadencjach należał do jego Komisji Krajowej. Został też przewodnikiem SKPB Warszawa.
Był współzałożycielem Porozumienia Centrum, z którego odszedł po uzyskaniu mandatu poselskiego w 1991 z listy „Solidarności”. Od 1998 należał do Ruchu Społecznego AWS, w którym pełnił m.in. funkcję przewodniczącego mazowieckiego Zarządu Wojewódzkiego. Od 2002 należał do Platformy Obywatelskiej. W latach 1998–2002 był radnym sejmiku mazowieckiego I kadencji (pełnił funkcję przewodniczącego klubów radnych Akcji Wyborczej Solidarność i następnie Prawicy).
Sprawował mandat posła na Sejm I kadencji (z ramienia „Solidarności”), III kadencji (z ramienia AWS) i V kadencji (z ramienia PO). W wyborach parlamentarnych w 2007 z listy Platformy Obywatelskiej po raz czwarty wszedł do Sejmu (VI kadencji), uzyskując 10 546 głosów w okręgu podwarszawskim. W wyborach w 2011 bezskutecznie ubiegał się o mandat poselski na kolejną kadencję (otrzymał 7043 głosy). 5 czerwca 2014 objął mandat posła VII kadencji w miejsce wybranego do Parlamentu Europejskiego Dariusza Rosatiego. Trzy tygodnie później wystąpił z PO po celowej absencji podczas głosowania nad wotum zaufania dla rządu Donalda Tuska. Złożył także rezygnację z członkostwa w klubie parlamentarnym, która nie została przyjęta, jednak poseł został kilka dni później z niego wykluczony. W lipcu wystąpił na konwencji zorganizowanej przez Prawo i Sprawiedliwość, ogłaszając swoje poparcie dla tego ugrupowania. W marcu 2015 ogłosił przystąpienie do klubu parlamentarnego PiS, został także członkiem tej partii.
W 2015 z powodzeniem ubiegał się o reelekcję z listy PiS (dostał 5572 głosy), uzyskując mandat posła VIII kadencji. Bezskutecznie kandydował w wyborach do Parlamentu Europejskiego w 2019. W wyborach krajowych w tym samym roku nie został ponownie wybrany do Sejmu.

## Odznaczenia
W 2011 odznaczony Krzyżem Oficerskim Orderu Odrodzenia Polski.